# زرین‌آباد (دامغان)
زرین‌آباد روستایی در دهستان دامنکوه بخش مرکزی شهرستان دامغان استان سمنان ایران است.

## جمعیت
بر پایه سرشماری عمومی نفوس و مسکن در سال ۱۳۹۵ جمعیت این روستا ۳۱۴ نفر (در ۱۲۷ خانوار) بوده است.